# Henri Cuq
Henri Cuq (12. marts 1942 – 11. juni 2010) var en fransk politiker, som var medlem af den franske nationalforsamling. Han repræsenterede Yvelines og var medlem af partiet UMP.